# Chita
Pour les articles ayant des titres homophones, voir Cheeta et Tchita.
Chita (知多市, Chita-shi) est une ville située dans la préfecture d'Aichi, sur l'île de Honshū, au Japon.

## Géographie

Localisation de la ville de Chita dans la préfecture d'Aichi.

### Situation
Chita est située dans le nord-ouest de la péninsule de Chita, au bord de la baie d'Ise.

### Municipalités limitrophes
| baie d'Ise | Tōkai    | Tōkai      |
| baie d'Ise | Chita    | Higashiura |
| baie d'Ise | Tokoname | Agui       |

### Démographie
En octobre 2019, la population de la ville de Chita était de 85 222 habitants, répartis sur une superficie de 45,90 km2.

### Climat
Chita a un climat subtropical humide caractérisé par des étés chauds et humides et des hivers relativement doux. La température annuelle moyenne est de 14,9 °C. Les précipitations annuelles moyennes sont de 1 656 mm, septembre étant le mois le plus humide.

## Histoire
La ville de Chita a été créée le 1er septembre 1970, de la fusion des anciens bourgs de Okada, Asahi et Yawata.

## Économie
Le bord de mer de Chita est fortement industrialisé, avec des centrales électriques, des usines chimiques et pétrochimiques et des raffineries. L'intérieur des terres reste agricole. Chubu Electric Power exploite la grande centrale thermique de Chita.

## Transports
Chita est desservie par les lignes Tokoname et Kōwa de la compagnie Meitetsu.

## Symboles municipaux
Les symboles municipaux de Chita sont le Myrica rubra et le rhododendron.